# Holostemma ada-kodien
Holostemma ada-kodien là một loài thực vật có hoa trong họ La bố ma. Loài này được Schult. mô tả khoa học đầu tiên năm 1820.

## Hình ảnh

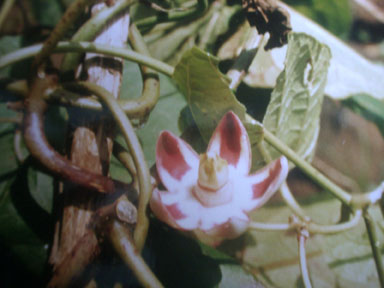